# Moeraki
Moeraki – miasto w Nowej Zelandii, na Wyspie Południowej, w regionie Otago.

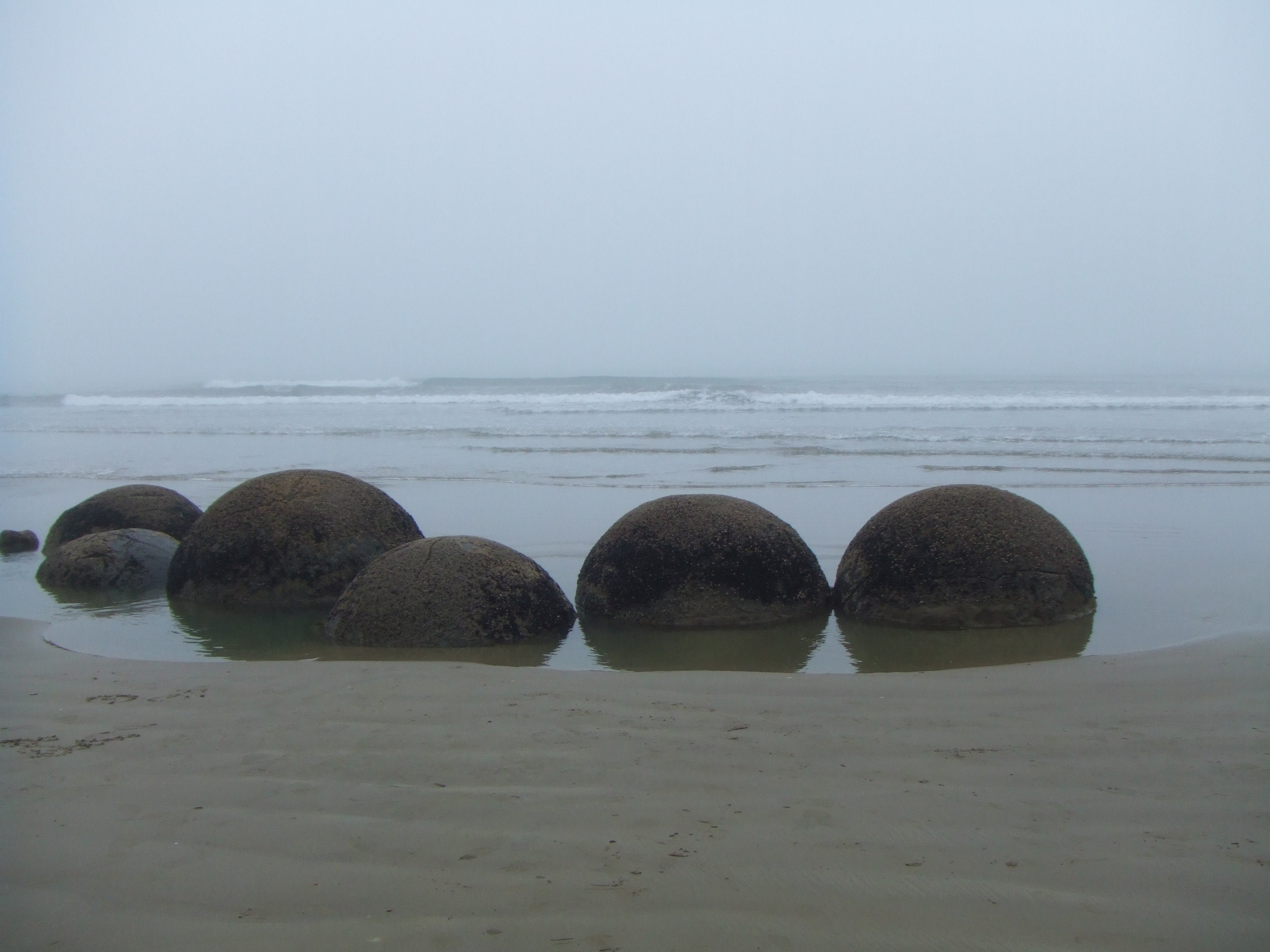
Grupa kulistych głazów

Najbardziej znane jest ze względu na występujące w jego okolicy na plaży Koekohe głazy Moeraki, będące grupą dużych, kulistych konkrecji.